# ミケーレ・ピッチリーロ
ミケーレ・ピッチリーロ（Michele Piccirillo、1970年1月29日 - ）は、イタリアのプロボクサー。元IBF世界ウェルター級王者。モドゥーニョ出身。

## 来歴
1992年12月18日、ピッチリーロはプロデビューを果たし6回KO勝ちで白星でデビューを飾った。
1994年6月18日、IBFインターコンチネンタルスーパーライト級王者マヌエル・エルナンデスと対戦し4回KO勝ちで王座獲得に成功した。
1994年12月17日、ビクトル・バラノフと対戦し12回3-0(118-114、118-111、116-113)の判定勝ちで初防衛に成功した。
1995年3月24日、ベニト・マルチネスと対戦し8回KO勝ちで2度目の防衛に成功した。
1995年7月21日、イタリアスーパーライト級王者フランコ・パルミエロと対戦し3回KO勝ちで王座獲得に成功した。
1995年9月27日、アルベルト・アリセアと対戦し4回TKO勝ちで3度目の防衛に成功した。
1996年4月26日、EBUヨーロッパスーパーライト級王座決定戦でソレーン・ソンダーガードと対戦し12回0-3(110-118、112-119、110-119)の判定負けで王座獲得に失敗した。
1996年8月24日、フランシスコ・シオフィーと対戦し12回3-0(120-107、120-112、118-110)の判定勝ちでイタリア王座初防衛に成功した。
1997年11月29日、EBUヨーロッパウェルター級王座決定戦でゲオフェ・マククレッシュと対戦し9回TKO勝ちで王座獲得に成功した。
1998年5月4日、WBU世界ウェルター級王者アレッサンドロ・デュランと対戦し5回TKO勝ちで王座獲得に成功した。
WBU王座は8度防衛し2001年5月12日、マディソン・スクエア・ガーデンでアメリカデビューしたピッチリーロはエリオ・オルティスと対戦したが4回無効試合に終わった。
2001年9月29日、元IBF世界スーパーライト級王者ラファエル・ピネダと対戦し12回3-0(117-108、115-111、113-112)の判定勝ちでIBF世界ウェルター級王者バーノン・フォレストへの挑戦権獲得に成功した。
2002年4月13日、カンピョーネ・ディターリアのカシノ・デ・カンペオンでフォレストの王座剥奪に伴いコーリー・スピンクスとIBF世界ウェルター級王座決定戦を行い、12回3-0(2者が115-112、116-111)の判定勝ちで王座獲得に成功した。
2003年3月22日、コーリー・スピンクスと再戦し、12回0-3(111-117、112-117、113-115)の判定負けを喫し初防衛に失敗、王座から陥落した。
2005年8月13日、シカゴのユナイテッド・センターでリカルド・マヨルガとWBC世界スーパーウェルター級王座決定戦を行い、12回0-3(108-117、110-117、105-120)の判定負けで2階級制覇に失敗した。
2006年3月10日、後のWBO世界スーパーウェルター級暫定王者ルーカス・コネチとEBUヨーロッパスーパーウェルター級王座決定戦を行い、12回3-0(115-112、117-110、116-110)の判定勝ちを収めEBU王座2階級制覇を果たした。
2006年7月27日、ルカ・メッシーと対戦し11回TKO勝ちで初防衛に成功した。
2007年1月25日、ミッチェル・ジョーンズと対戦し12回TKO勝ちで2度目の防衛に成功した。
2007年12月1日、WBC世界スーパーウェルター級王者バーノン・フォレストとフォックスウッズ・リゾート・カジノ内MGMグランド・アット・フォックスウッズで対戦し11回2分21秒TKO負けで2階級制覇に失敗した。
2009年3月6日、ジェイミー・ムーアとEBUヨーロッパスーパーウェルター級王座決定戦で対戦し3回2分15秒KO負けを最後に現役を引退した。

## 獲得タイトル
- IBFインターコンチネンタルスーパーライト級王座
- EBUヨーロッパスーパーライト級王座
- イタリアスーパーライト級王座
- WBU世界ウェルター級王座
- IBF世界ウェルター級王座（防衛0）
- EBUヨーロッパスーパーウェルター級王座